# 외계로부터의 9호 계획
《외계로부터의 9호 계획》(영어: Plan 9 From Outer Space)은 미국에서 제작된 1957년 독립 SF 공포 영화이다. 에드워드 D. 우드 주니어가 각본, 연출, 제작을 맡고, 그레고리 월콧 등이 출연하였다.
1956년에 사망하여 영화 제작 시점에는 이미 고인이 되어있던 벨라 루고시가 생전에 에드워드 D. 우드 주니어와 만들던 미완성 작품의 일부 장면이 삽입돼있다.
뒤늦게 재발굴돼 골든 터키 어워즈(Golden Turkey Awards)에서 역대 최악의 감독상과 최악의 영화상을 수상했다. "너무 못 만들어서 오히려 그 점이 좋은 영화의 전형"으로 불리고 있으며 컬트 영화화되었다.

## 줄거리
지구와 같은 은하계에 속한 한 행성의 외계인들이 미국에 비행접시 공격을 시작한다. 그러나 미국 정부가 공격을 덮기 위해 한 마을 전체를 파괴하는 등 제대로 교신에 응하지 않자 스페이스 스테이션 7의 지휘관 이로스는 "9호 계획"을 발동하기로 한다. 최근 죽은 인간들의 뇌하수체와 송과체를 전극으로 자극해 무덤에서 부활시켜 구울 군대를 만들고 각국 수도로 쳐들어가 인류를 멸망시키려고 하는 것이다.
이로스는 이미 수소 폭탄까지 만들어버린 인간들의 무기는 최종적으로는 태양 광선 입자를 폭발시키는 "솔라로나이트"(Solaronite)라는 물질로 구성된 폭탄에 도달하게 되고, 이 폭탄은 연쇄 반응으로 우주 전체를 파괴시킬 것이 예정돼있다고 말한다. 이를 받아들이지 않던 인간들은 싸움 끝에 외계선에 불을 내고 외계인들은 도망가던 중에 우주선과 함께 폭발한다.

## 출연
- 그레고리 월콧 - 제프 트렌트 역: 비행기 조종사.
- 모나 매키넌 - 폴라 트렌트 역: 제프의 아내. 노인의 손녀.
- 듀크 무어 - 존 하퍼 부서장 역
- 톰 킨 - 토머스 "톰" 에드워즈 대령 역: 비행접시 관련 작전 지휘관.
- 폴 마코 - 켈턴 순경 역
- 토어 존슨 - 대니얼 클레이 경위 역
- 더들리 맨러브 - 이로스 역
- 조애나 리 - 태나 역: 외계인.
- 라일 탤벗 - 로버츠 장군 역
- 마일라 누르미 - 뱀파이어 여성 역
- 벨라 루고시 - 노인 / 구울 역
  - 톰 메이슨 - 대역 (크레디트 미기재)
- 에드워드 D. 우드 주니어 - 신문을 든 남자 역 (크레디트 미기재)